# Franco Scoglio
Francesco Scoglio, detto Franco (Lipari, 2 maggio 1941 – Genova, 3 ottobre 2005), è stato un allenatore di calcio italiano.

## Carriera
Laureato in pedagogia, per questo era chiamato "il Professore". Infatti insegnò, negli anni sessanta, in diversi istituti del meridione. Da calciatore, prima difensore, poi centrocampista, ebbe una carriera che si consumò nel giro di 4-5 stagioni. Dalla sua Lipari va a Roma per il diploma Isef e viene tesserato dalla Tevere Roma dove disputa 3 partite in Serie C nella stagione 1963-64. Quando va ad insegnare all'Istituto Agrario di Palmi disputa un anno in Serie D con la squadra locale. Poi la decisione di attaccare le scarpette al chiodo e iniziare la sua carriera di tecnico.
Inizia ad allenare nel 1971, a Gioia Tauro, dove vince subito un campionato di Promozione con la Gioiese. Passa, poi alle giovanili della Reggina, per poi tornare ad allenare per una decina d'anni tra Serie D, Serie C2 e Serie C1 (Messina, Crotone, Gioiese, Acireale, Spezia e Akragas), vincendo un campionato di Serie D ancora con la Gioiese nella stagione 1981-82. Nel 1984 torna a Messina, dove vince il campionato di Serie C1 e ottiene la promozione in Serie B nella stagione 1985-86, mentre sfiora la promozione in Serie A nella stagione successiva 1986-87, quando con la sua "zona sporca" si mette in luce come uno degli allenatori più innovativi e riceve il premio di migliore tecnico della cadetteria di quella stagione. Il Professore nella città peloritana vive la più bella parentesi della sua carriera calcistica, insieme a quella vissuta subito dopo a Genova: arriva al Genoa nel 1988 e al primo anno vince il campionato di Serie B, ottenendo l'anno seguente la salvezza nella massima serie. A campionato in corso, nella speranza di una possibile chiamata da parte di Juventus o Napoli, non firma il rinnovo col Genoa, causando il risentimento del presidente Spinelli che si accorda immediatamente con Osvaldo Bagnoli.
Sfumata la possibilità di rimanere a Genova e anche quella di allenare una squadra da scudetto, nella stagione seguente 1990-91 Scoglio resta in Serie A a Bologna, dove però viene esonerato già a ottobre, dopo cinque sconfitte nelle prime sei partite. Nella stagione successiva scende nuovamente in B per allenare l'Udinese, ma è esonerato nel girone di ritorno nonostante la squadra si trovi in zona promozione (3º posto). Rimasto senza squadra l'anno seguente, Scoglio accetta a campionato in corso la chiamata della Lucchese, quartultima in classifica in Serie B, che riesce a condurre all'obiettivo stagionale della salvezza. Allena quindi il Pescara, ancora il Genoa in Serie A e il Torino. In tutti e tre i casi viene chiamato in corsa per cercare di raddrizzare una situazione deficitaria, ma mentre a Pescara e Torino non riesce nell'intento e viene sollevato dall'incarico dopo poche partite, riesce nella straordinaria impresa di salvare il Genoa che si trovava penultimo in classifica in massima serie con soli 11 punti al termine del girone di andata, portandolo fino al 10º posto finale. Confermato a Genova per la stagione seguente 1994-95, Scoglio viene sollevato dall'incarico dopo 10 partite nonostante una classifica non preoccupante. A dicembre 1996 viene ingaggiato dal Cosenza, in Serie B, sostituendo l'esonerato De Biasi, ma anche qui, come già accaduto a Pescara e Torino, non riesce a migliorare le cose e dopo 100 giorni alla guida del Cosenza (3 vittorie, 2 pari, 7 sconfitte), il 1º aprile viene esonerato dopo la sconfitta esterna nel derby con la Reggina che fa scivolare i rossoblu all'ultimo posto in classifica, venendo sostituito con lo stesso De Biasi. L'anno seguente, sempre a campionato in corso, viene chiamato dall'Ancona, ma, ancora una volta, non riesce a dare la scossa alla squadra e viene esonerato dopo poche partite.
Tra il 1998 e il 2001 ha allenato la Nazionale della Tunisia, conquistando il quarto posto nella Coppa d'Africa del 2000 e ottenendo la qualificazione al campionato mondiale del 2002, al quale rinuncia per tornare ad allenare il Genoa in Serie B, dimettendosi a metà stagione con la squadra a metà classifica. Nel 2002 ha guidato la Libia, dalla quale ha dato le dimissioni per contrasti con la federazione diretta da Saadi Gheddafi, figlio di Gheddafi, l'allenatore siciliano, quando l'attaccante venne acquistato dal Perugia, denunció il fatto che Gheddafi spesso arrivava anche alle minacce di morte se non veniva schierato titolare. Torna in Italia al Napoli in Serie B, dove applica per l'ultima volta la sua tattica 'a rombo': chiamato ancora una volta a campionato in corso, non riesce a migliorare la situazione deficitaria della squadra e viene sollevato dall'incarico dopo 10 partite.
Scoglio è stato anche un commentatore televisivo per molte reti televisive italiane (da ultimo a Controcampo su Italia 1), ma anche all'estero (era commentatore tecnico ed opinionista anche per Al-Jazeera). Negli ultimi anni della sua vita Franco Scoglio ha insegnato all'Università del suo capoluogo di nascita, Messina. L'Ateneo Peloritano gli affidò la cattedra di Teoria, tecnica e didattica del calcio per il corso di laurea di Scienze Sportive e Motorie.

### La morte
Il 3 ottobre 2005, mentre partecipava a una trasmissione televisiva della rete locale Primocanale di Genova, città che lo aveva adottato, Scoglio si sentì male dopo un vivace confronto telefonico con il presidente del Genoa Enrico Preziosi e improvvisamente si accasciò con la testa all'indietro sulla poltrona dove era seduto. La trasmissione fu immediatamente sospesa per consentire l'intervento dei soccorritori del 118, ma tutti i tentativi di rianimazione risultarono vani. Lo stesso conduttore, Giovanni Porcella, e gli ospiti in studio, tra cui Claudio Onofri e Nino Pirito, cercarono in ogni modo di rianimare Scoglio prima dell'arrivo del 118, ma non riuscirono nel loro intento. Si avverò quindi la sua "auto-profezia":
Scoglio era molto amato e stimato dai sostenitori rossoblù: al suo funerale a Genova parteciparono ben 10 000 persone per tributargli un ultimo commiato. Successivamente tornò per l'ultima volta a Messina accolto allo stadio Giovanni Celeste da un vasto gruppo di tifosi (3 000), per poi partire per l'ultimo viaggio nella città natale di Lipari; oggi Scoglio riposa nel cimitero di Canneto, frazione di Lipari.

## Omaggi
Il 7 agosto del 2013 si è tenuto a Gioia Tauro, presso lo stadio Polivalente, il primo "Memorial Franco Scoglio" organizzato dalla Nuova Gioiese e dal Messina.
Il 13 febbraio del 2016 l'assessore alle politiche dello Sport della città di Messina, Sebastiano Pino, ha dichiarato che è stato ultimato l'iter burocratico per intitolare a Franco Scoglio lo Stadio San Filippo.

## Statistiche
| Stagione  | Club     | Campionato     | Campionato           |
| Stagione  | Club     | Comp           | Risultato            |
| --------- | -------- | -------------- | -------------------- |
| 1971-1972 | Gioiese  | Promozione     | 1°                   |
| 1972-1973 | Reggina  | Giovanili      | -                    |
| 1973-1974 | Gioiese  | D              | 2°                   |
| 1974-1975 | Messina  | C              | 6°                   |
| 1975-1976 | Gioiese  | D              | Dimesso              |
| 1976-1977 | Acireale | D              | Esonerato            |
| 1977-1978 | Spezia   | C              | 6°                   |
| 1978-1979 | Reggina  | C1             | 5°                   |
| 1980-1981 | Messina  | C2             | Esonerato            |
| 1981-1982 | Crotone  | Interregionale | Dimesso              |
| 1981-1982 | Gioiese  | Interregionale | 1°                   |
| 1982-1983 | Reggina  | C1             | Esonerato            |
| 1983-1984 | Akragas  | C1             | 12°                  |
| 1984-1985 | Messina  | C1             | 3°                   |
| 1985-1986 | Messina  | C1             | 1°                   |
| 1986-1987 | Messina  | B              | 7°                   |
| 1987-1988 | Messina  | B              | 12°                  |
| 1988-1989 | Genoa    | B              | 1°                   |
| 1989-1990 | Genoa    | A              | 11°                  |
| 1990-1991 | Bologna  | A              | Esonerato            |
| 1991-1992 | Udinese  | B              | Esonerato            |
| 1992-1993 | Lucchese | B              | Subentrato 12º       |
| 1993-1994 | Pescara  | B              | Subentrato Esonerato |
| 1993-1994 | Genoa    | A              | Subentrato 10°       |
| 1994-1995 | Genoa    | A              | Esonerato            |
| 1995-1996 | Torino   | A              | Subentrato Esonerato |
| 1996-1997 | Cosenza  | B              | Subentrato Esonerato |
| 1997-1998 | Ancona   | B              | Subentrato Esonerato |
| 2001-2002 | Genoa    | B              | Dimesso              |
| 2002-2003 | Napoli   | B              | Subentrato Esonerato |

## Palmarès

### Allenatore

#### Competizioni nazionali
- Campionato Interregionale: 1

Gioiese: 1981-1982
- Serie C1: 1

Messina: 1985-1986
- Serie B: 1

Genoa: 1988-1989

#### Competizioni regionali
- Promozione: 1

Gioiese: 1971-1972
- Promozione: 1

Crotone: 1980-1981